# آرام باش و تا هفت بشمار
آرام باش و تا هفت بشمار یک فیلم سینمایی ایرانی و محصول سال ۱۳۸۶ می‌باشد. کارگردان این فیلم رامتین لوافی است.
بازیگران این فیلم هدایت هاشمی و امید عبداللهی هستند.

## موضوع فیلم
این فیلم چهار روز از زندگی چند نفر در جزیره‌ای در جنوب ایران را به تصویر می‌کشد که سرنوشت آنها ناخواسته به هم گره می‌خورد.

## جوایز
- برنده جایزه ببر طلای سی و هشتمین جشنواره فیلم روتردام
- برنده جایزه بهترین فیلمبردار (رضا تیموری) در پنجمین جشنواره فیلم دبی
- برنده جایزه استعداد تازه سینمای آسیا از جشنواره شانگهای